# شهادتین

شهادتین

خوشنویسی عبارت: «أَشْهَدُ أَنْ لَا إِلٰهَ إِلَّا ٱللَّٰهُ وَأَشْهَدُ أَنَّ مُحَمَّدًا عَبْدُهُ وَ رَسُولُه»

شهادتین به مفهوم «دو گواهی» تشکیل شده است از دو عبارت:
1. (به عربی: أَشْهَدُ أَنْ لَا إِلٰهَ إِلَّا ٱللَّٰهُ) (به فارسی: گواهی می‌دهم، خدا [و معبودی] جز الله نیست)
2. (به عربی: أَشْهَدُ أَنَّ مُحَمَّدًا رَسُولُ ٱللَّٰهِ) (به فارسی: گواهی می‌دهم، محمد پیامبر [و فرستاده] خداست)

شیعیان شهادت سومی هم دارند:
(به عربی: أَشْهَدُ أَنَّ عَلیَّاً وَلّی الله) (به فارسی: گواهی می‌دهم، علی ولی خداست)
شهادتین، شرط ورود فرد به دین اسلام است.
به گفتهٔ فرد دانر، اسلام‌شناس، شهادتین در صدر اسلام — که هنوز اسلام دین مستقلی از یهودیت و مسیحیت نبوده — فقط حاوی شهادت به وحدانیت خدا بوده و شهادت به نبوت محمد بعداً به عنوان بخشی از اصلاحات دینی-سیاسی دهه‌های بعد به خصوص زمان عبدالملک بن مروان اموی با هدف تبدیل محمد به پیامبر دینی مستقل از یهودیت و مسیحیت به آن اضافه شده است. سلیمان بشیر در منابع اسلامی اولیه حتی نسخه‌ای از شهادتین را یافته که به جای محمد، از عیسی یاد می‌کند. اولین مدرک از شهادتین سکه‌هایی از بیشاپور در جنوب ایران است که توسط آل زبیر در سال‌های ۶۶ تا ۶۹ هجری با نقش «بسم الله، محمد رسول‌الله» ضرب شده‌اند اما بر روی این سکه‌ها بخش دوم شهادتین (لَا إِلٰهَ إِلَّا ٱللَّٰهُ) که از دهه هفتاد هجری در مدارک یافت شده، نوشته نشده است. به عقیدهٔ شان آنتونی، هدف آل زبیر از گواهی به نبوت محمد مشروعیت‌بخشی به ادعای خلافتشان بوده است. عبدالملک بعد از سرکوب شورش زبیریان همان روند ایشان در شهادت به نبوت محمد را ادامه داد.

## کاربرد
شهادتین در مواضع مختلفی به کار برده می‌شود:
1. هنگام اسلام آوردن، و گفتن شهادتین برای این کار
2. در تشهد نمازهای واجب و مستحب
3. در اذان و اقامه، پیش از نمازهای واجب
4. سید روح‌الله موسوی خمینی و برخی از مراجع تقلید شیعه بر این باورند که هنگام جان دادن نیز باید شهادتین گفت

همه مسلمانان، از جمله شیعیان، معتقدند که گفتن «أَشْهَدُ أَنْ لَا إِلٰهَ إِلَّا ٱللَّٰهُ» و «أَشْهَدُ أَنَّ مُحَمَّدًا رَسُولُ ٱللَّٰهِ» برای ورود به اسلام کفایت می‌کند، و نیز همین دو عبارت جزء اذان و اقامه و نیز تشهد نماز هستند.

## استفاده در پرچم

پرچم عربستان سعودی

پرچم امارت اسلامی افغانستان

پرچم داعش

شهادتین در پرچم کشورهای عربستان سعودی، امارت اسلامی افغانستان، سومالی‌لند، و پرچم‌های جریانات سازمانی مختلفی نظیر حماس، القاعده،  جبهةالنصره،  دولت اسلامی و… به کار رفته است.